# Empoasca sinuata
Empoasca sinuata är en insektsart som beskrevs av Paul W. Oman och Wheeler 1938. Empoasca sinuata ingår i släktet Empoasca och familjen dvärgstritar.
Artens utbredningsområde är Utah. Inga underarter finns listade i Catalogue of Life.